# Comitas subsuturalis
Comitas subsuturalis é uma espécie de gastrópode do gênero Comitas, pertencente a família Pseudomelatomidae.